# となみチューリップフェア
となみチューリップフェア（英: Tonami Tulip Fair）は、富山県砺波市の砺波チューリップ公園にて4月下旬から5月初旬（ゴールデンウィーク中）まで砺波市と砺波市花と緑と文化の財団と砺波市観光協会が主催して毎年開催される富山県のチューリップの祭典。期間中は300万本のチューリップが会場内を彩る。特にゴールデンウィーク中は県内外から多くの観光客を集める。
2018年（平成30年）に水野豊造（ぶんぞう）が砺波で球根栽培を始めて100年の節目を迎えた。

## 概要
第2次世界大戦後まもない1947年（昭和22年）、富山県のチューリップ生産の中心・砺波に、国がチューリップ研究所を建設する。しかし、4年後の1951年（昭和26年）、当時連合国軍最高司令官総司令部（GHQ）の支配下にあった日本では、全国行政機関の整理統合が考えられていた。その中で、富山県農事試験場出町園芸分場（現在の富山県農林水産総合技術センター園芸研究所果樹研究センター）も廃止案が出ていた。この廃止は地元の農家にとっては大打撃になることから、富山県西部の市町村・各単位農協は、出町園芸分場後援会を結成し、GHQや関係行政機関に陳情を始めた。生産農家や研究者が分場の一般開放を考案し、GHQ関係者を招待。チューリップが咲く風景を見て廃止案を撤回したとされる。翌年の1952年（昭和27年）、砺波町（現・砺波市）誕生祝賀の意味を込めて第1回のチューリップフェアが開催された。
2016年（平成28年）時点で、東京ドーム約3個分の敷地面積でそのうち花壇は7,000m2、チューリップの品種は700品種を数える。
2020年（令和2年）3月30日、新型コロナウイルス感染症の拡大を受け、フェア推進協会はこの年の開催中止を発表した。

## 催し
大花壇
- チューリップフェアのメイン花壇である大花壇では2,600m2の敷地に毎回テーマを定めて地上絵を描いている。チューリップタワー展望台や、タワーに接続するスカイウオーク（展望園路）、文化会館屋上のチューリップパノラマテラスより全貌を見渡せる[5]。

花の大谷
- 富山を代表する観光名所である立山黒部アルペンルートの「雪の大谷」をイメージしたもの。

水上花壇
- 水耕栽培で咲かせたチューリップを池に浮かべている。

オランダ風花壇
- オランダのリッセ市にあるキューケンホフ公園でも用いられている断層植え（ダブルデッカー式）を採用している花壇。開花時期の違う品種を植えることで長い期間楽しめる。

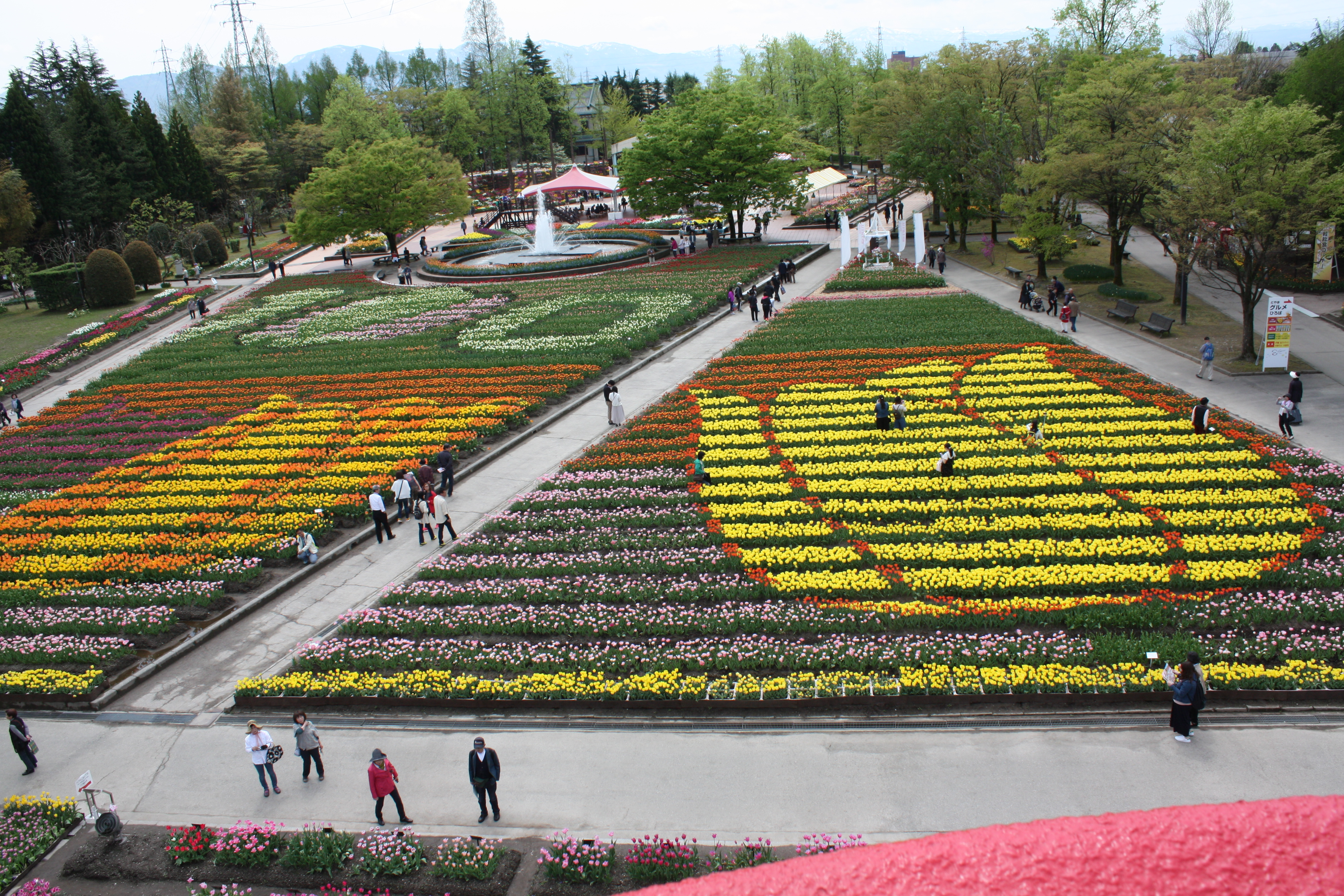
大花壇(2017年)
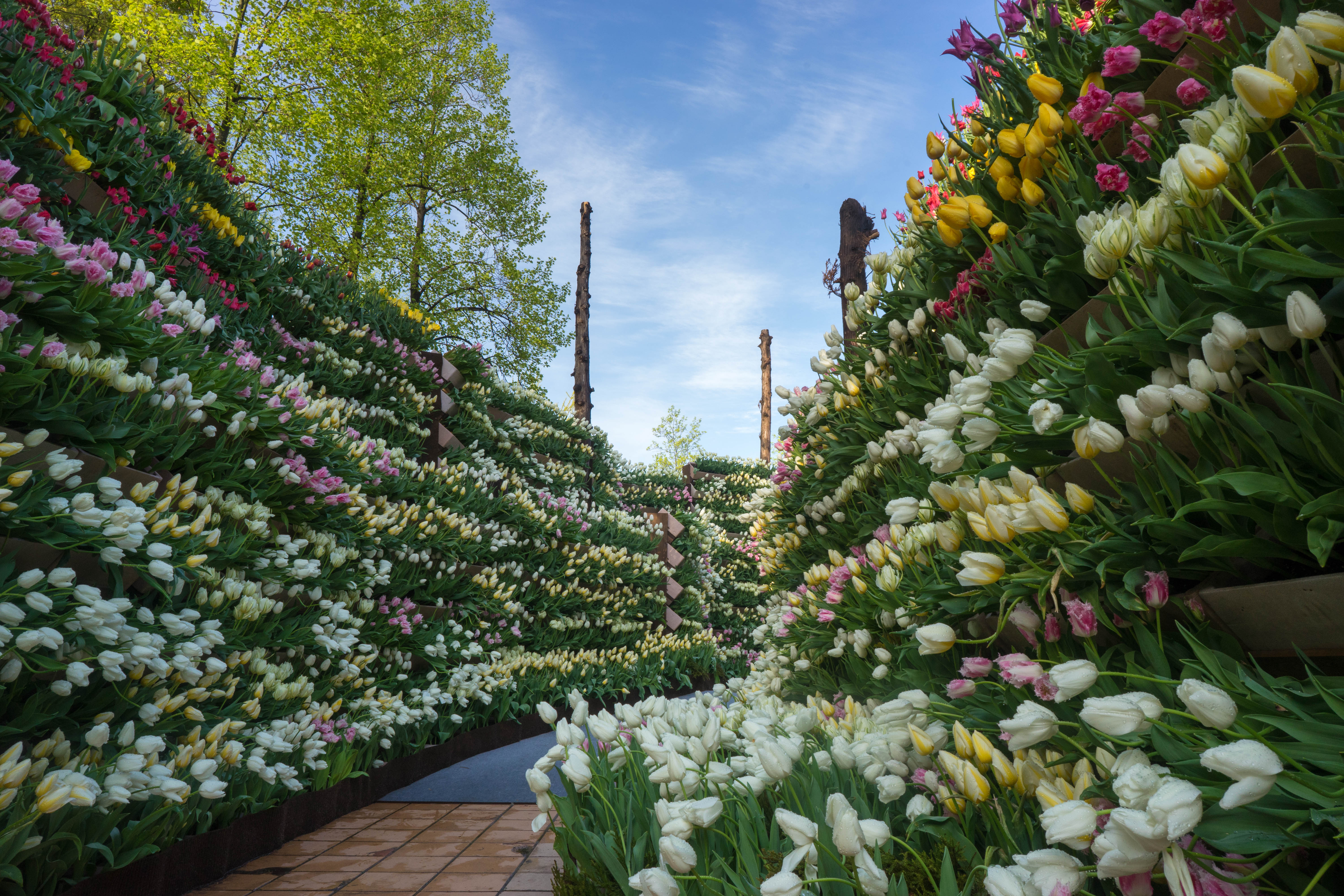
花の大谷
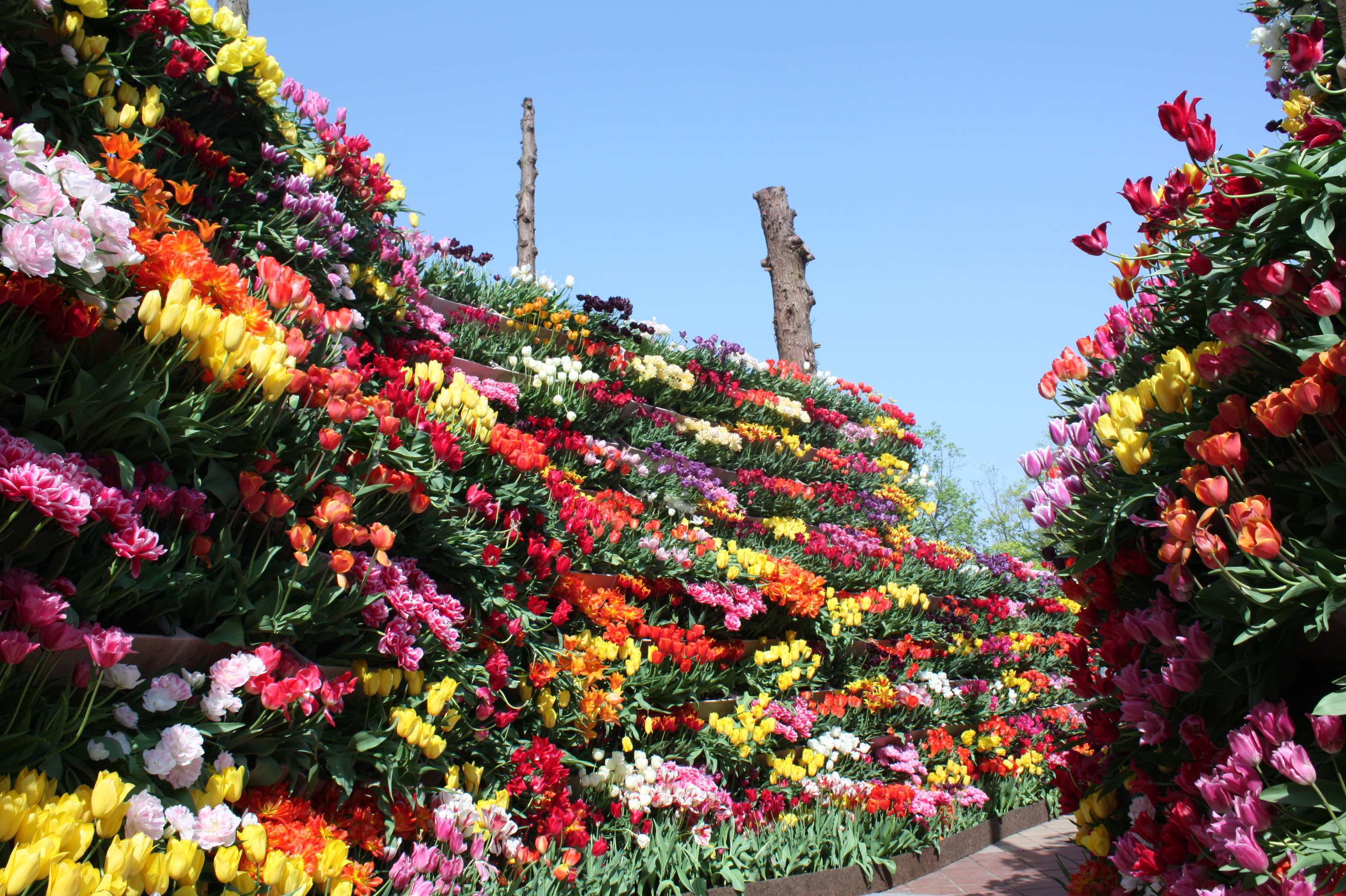
花の大谷
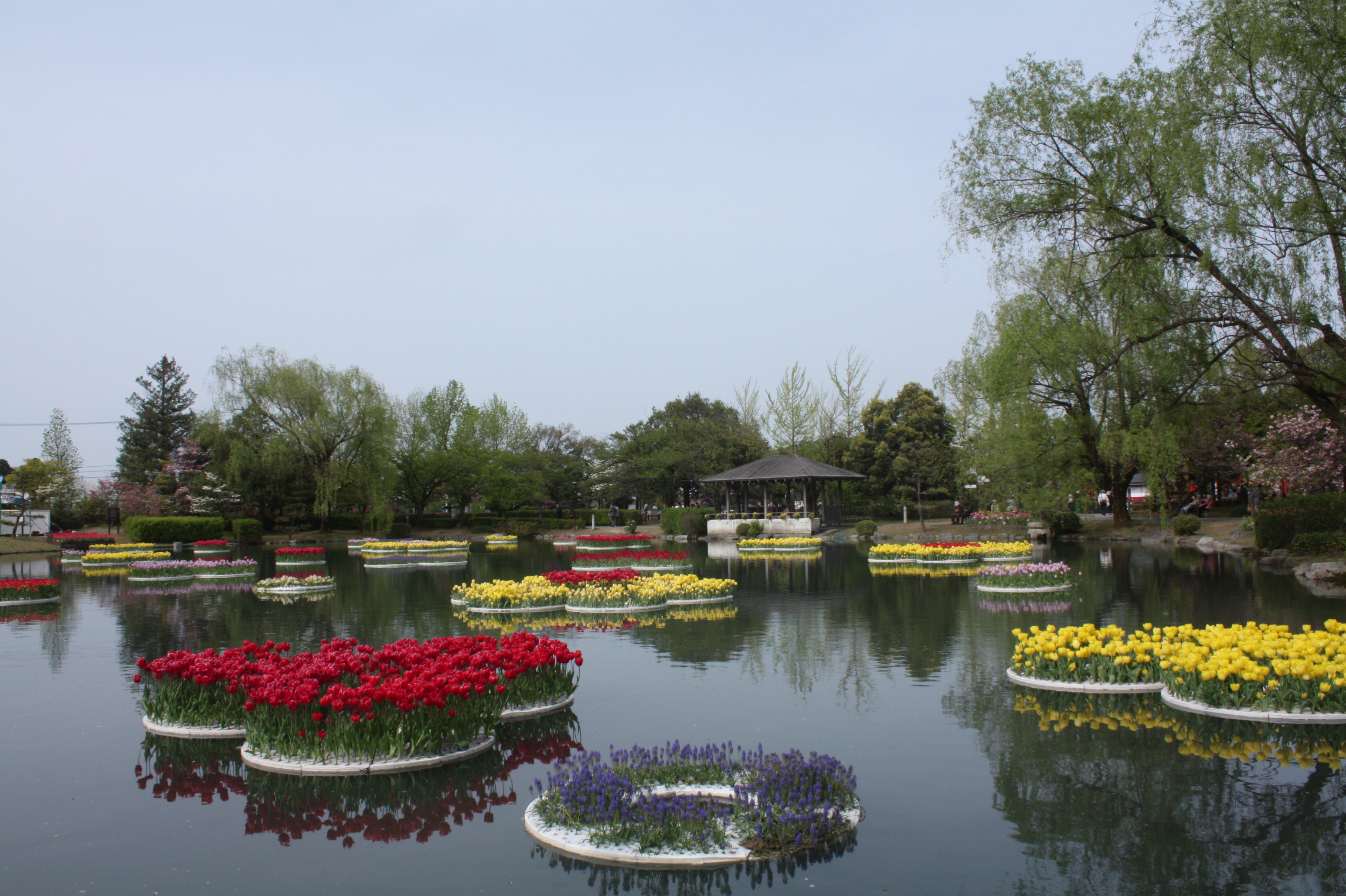
水上花壇
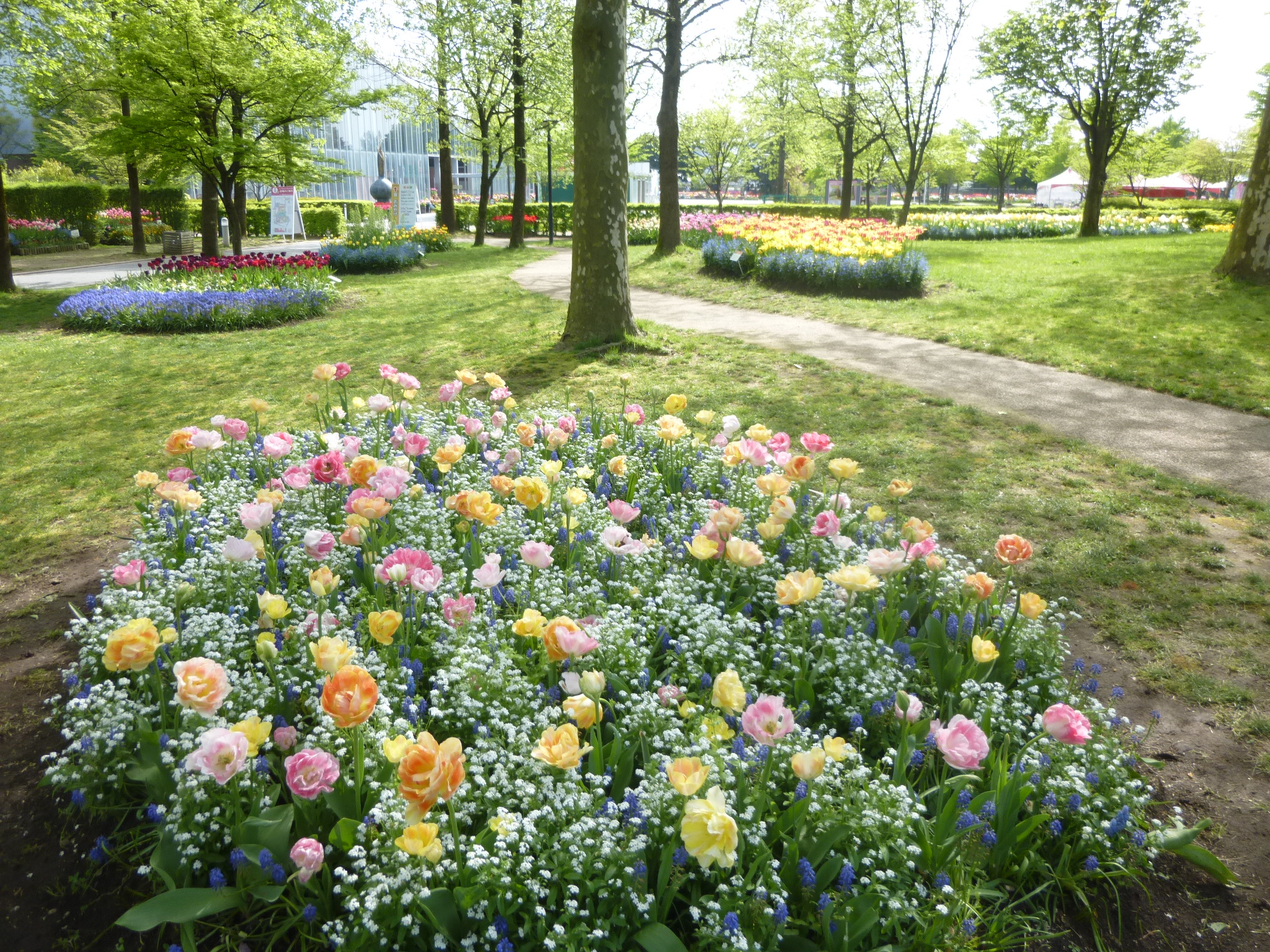
オランダ風花壇

## 沿革
- 1952年（昭和27年）4月29日～5月3日 - 第1回となみチューリップフェアが「出町園芸分場」にて開催[2][1]。
- 1954年（昭和29年） - チューリップが富山県の郷土の花に選ばれる。第3回となみチューリップフェア開催。
- 1958年（昭和33年） - 昭和天皇・皇后が行幸啓。
- 1961年（昭和36年） - 皇太子夫妻が砺波市を訪問、第10回チューリップフェア開催。
- 1964年（昭和39年） - 砺波チューリップ公園が開園[6]、第13回となみチューリップフェア開催。
- 1965年（昭和40年） - 中越弁慶号保存会が完成。
- 1966年（昭和41年） - チューリップ公園管理棟（旧）完成、入場者が23万人を突破。
- 1968年（昭和43年） - 児童交通公園[注釈 1] が完成。
- 1972年（昭和47年） - チューリップ公園のシンボル「チューリップタワー（初代）[注釈 2]」が完成[2]。
- 1974年（昭和49年） - 第1回ミスチューリップコンテスト開催。
- 1976年（昭和51年） - チューリップ公園総合計画を制定（この年から公園整備が始まる）[2]、旧中嶋家を移築。
- 1978年（昭和53年） - 円形花壇完成、入場者30万人突破。
- 1979年（昭和54年） - 旧中越銀行本店（現砺波郷土資料館）を移築。
- 1982年（昭和57年） - 砺波市文化会館、野外ステージ、円形噴水、園路灯、おまつり広場完成。
- 1983年（昭和58年） - おまつり広場タイル貼り、四阿2棟、チャンドラ号展示館完成。
- 1985年（昭和60年） - チューリップ公園管理棟完成。
- 1986年（昭和61年） - チューリップ公園整備完了[2]。
- 1992年（平成4年） - ヤロバの泉[注釈 3]、五連揚水水車[注釈 4] 完成。
- 1993年（平成5年） - となみチューリップフェアの運営を砺波市から第三セクターの「フラワーランドとなみ」へ移管[7]。
- 2000年（平成12年） - となみチューリップフェアの運営をフラワーランドとなみから花と緑の財団（現在の砺波市花と緑と文化の財団）へ移管[8]。
- 2001年（平成13年） - 第50回となみチューリップフェア開催[注釈 5]。
- 2009年（平成21年） - 砺波市美術館北側に遊具ゾーンを整備。
- 2011年（平成23年） - 第60回記念となみチューリップフェア開催。
- 2014年（平成26年） - 砺波市文化会館屋上にチューリップパノラマテラス完成。
- 2016年（平成28年） - 花の大谷が登場。
- 2017年（平成29年） - チューリップ公園北門を再建。
- 2020年（令和2年） - 新型コロナウイルス感染症の拡大を受け中止[4][9]。
- 2021年（令和3年） - 第70回記念となみチューリップフェア開催に伴い、航空自衛隊のブルーインパルスが富山県内で初めて展示飛行を実施[3][10][11]。「チューリップタワー（2代）」が完成[5][11][12][13]。フェア終了後、初代のタワーは取り壊されるため、2本のタワーが並ぶ最初で最後のフェアとなる[14][11][15][16]。
- 2022年　(令和4年)　-旧タワーの花モニュメントを中央に設置した円形花壇が新たなフォトスポットとなった。また新チューリップステージとともにリニューアルされたチューリップ広場では、はじめしゃちょーのステージショーや大阪桐蔭高等学校吹奏楽部特別演奏会がにぎやかに開催された。

## その他
- 2009年（平成21年）から4月末頃に、地元の放送局であるKNBラジオで放送されている『ご近所ラジオKNB!』と中京広域圏のCBCラジオで放送されている『ごごイチ』との合同で公開生放送を行っている。
- 同時期に砺波市街地で出町子供歌舞伎曳山祭が行われるが、チューリップフェア期間中に、チューリップ公園内または公園に隣接する砺波市文化会館にて、子供歌舞伎の特別公演を行なっている。